# Plagiochasma eximium
Plagiochasma eximium là một loài rêu trong họ Aytoniaceae. Loài này được Schiffner Stephani mô tả khoa học đầu tiên năm 1898.